# Nature Reviews Bioengineering
Nature Reviews Bioengineering — це щомісячний біоінженерний рецензований оглядовий науковий журнал, який видається Nature Portfolio. Журнал був заснований у січні 2023 року.  
Nature Reviews Bioengineering — це онлайн-журнал, який публікує авторитетні, доступні та орієнтовані на порядок денний огляди, перспективи та коментарі, що охоплюють весь спектр біоінженерії. Nature Reviews Bioengineering має на меті об’єднати вчених та інженерів, зацікавлених у розробці матеріалів, інструментів, методів, технологій та пристроїв для імітації, модифікації або контролю біології, щоб зрозуміти біологічні механізми, боротися з хворобами або вирішувати екологічні проблеми; та клініцистів, які використовують результати досліджень у галузі біоінженерії та біомедичної інженерії для покращення здоров’я людини; і читачів, зацікавлені в розробці продукту.
Журнал також має на меті висвітлити біоінженерні підходи в рамках Цілей сталого розвитку Організації Об’єднаних Націй, зокрема, міцне здоров’я та благополуччя, відсутність голоду, гендерна рівність, зменшення нерівності, відповідальне споживання та виробництво, а також кліматичні заходи. Крім того, журна прагне посилити різноманітні голоси, забезпечити платформу для обговорення, дебатів і рішень, а також публікувати матеріали, які обговорюють комерційні, етичні, правові та соціальні аспекти біоінженерних досліджень, а також трансляцію досягнень біоінженерії в умовах обмежених ресурсів.
Головний редактор — Крістін-Марія Хорейс.

## Тематика оглядів журналу
Дисципліни, які розглядаються в журналі, включають, але не обмежуються:
| Адитивне виробництво            | Прикладна мікробіологія        | Штучні органи           | Допоміжні технології та біоніка |
| Біочіпи                         | Біоелектроніка та біосенсори   | Медична візуалізація    | Біоінспіровані матеріали        |
| Біоматеріали                    | Біопластика                    | Інженерія біопроцесів   | Біореактори                     |
| Клітинна інженерія              | Технології доставки            | Діагностичні технології | Високопродуктивні аналізи       |
| Імуноінженерія                  | Імплантати та медичні пристрої | Органоїди               | Мікрофлюїдика                   |
| Моделювання та машинне навчання | Нанобіотехнології              | Наномедицина            | Нейротехнології                 |
| Біотехнологія рослин            | Білкова інженерія              | Робототехніка           | Синтетична біологія             |
| ------------------------------- | ------------------------------ | ----------------------- | ------------------------------- |
| Тканинна інженерія              | Вакцини                        | Носимі пристрої         |                                 |